# Microgaster nobilis
Microgaster nobilis är en stekelart som beskrevs av Henry J. Reinhard 1880. Microgaster nobilis ingår i släktet Microgaster och familjen bracksteklar. Utöver nominatformen finns också underarten M. n. compressifemur.